# Дурнев, Евгений Евгеньевич
Евге́ний Евге́ньевич Ду́рнев (4 августа 1972, Владимир) — советский и российский футболист, выступавший на позиции полузащитника. Тренер.

## Карьера

### Клубная
Воспитанник владимирской ДЮСШ, где его тренером был А. М. Чечёткин. Как футболист более всего известен по выступлениям в 1990-е годы в Высшей лиге чемпионата России по футболу за «КАМАЗ», нижегородский «Локомотив», «Уралан» и московское «Торпедо». Прослыл «грозой московских команд»: так, например, в 1995 году, выступая за «КАМАЗ», в течение месяца забил по два гола в ворота «Спартака» и ЦСКА, вскоре поразил ворота «Динамо», а затем (в том же году) — и «Торпедо», в 1998 году за «Уралан» забивал в ворота «Локомотива», «Динамо» и «Торпедо». В 1999 году, играя за московское «Торпедо», получил травму, которая не дала развить карьеру. 2000 год был вынужден пропустить, а затем играл за команды второго дивизиона. Как начало, так и конец карьеры игрока пришлись на владимирское «Торпедо». В этом же клубе дебютировал в 2006 году сначала в качестве помощника Олега Стогова, а с 2007 года в качестве главного тренера. Под руководством Дурнева «Торпедо» заняло 1-е место во Втором дивизионе в 2010 году в зоне «Запад» и на следующий год играло в Первом дивизионе, где получило шутливое прозвище «палача тренерского цеха ФНЛ» после того, как 5 тренеров были отправлены в отставку после поражений их команд от владимирцев. 18 октября 2011 года подал заявление об отставке, а в следующем месяце был назначен главным тренером играющего во втором дивизионе клуба «Тюмень». 27 сентября 2012 года клуб впервые в своей истории вышел в 1/8 финала Кубка России, став единственным в этой стадии представителем второго дивизиона. В сезоне-2012/13 «Тюмень» заняла 2-е место в зоне «Урал-Поволжье» вслед за оренбургским «Газовиком», после чего Дурнев покинул клуб. Некоторое время входил в состав тренерского штаба московского «Торпедо», а затем вернулся в «Торпедо» (Владимир) на должность главного тренера.
С 2017 года являлся заместителем директора клуба по спортивной работе, спортивным директором клуба. С 2020 года — директор спорткомплекса «Торпедо».
С 2019[уточнить] года — также начальник команды «Торпедо-м-СШОР».

### В сборных
В составе студенческой сборной России участвовал на двух летних Универсиадах: в Буффало-93 (США) и Фукуоке-95 (Япония), стал бронзовым призёром Всемирной Универсиады 1995 года в Фукуоке. В матче группового этапа против Нигерии он забил один из трёх безответных мячей, а в четвертьфинальной встрече с Ираном (3:1) отметился дублем.
Приглашался в молодёжную сборную России, но в официальных матчах (против французов в марте 1994 года в рамках 1/4 финала чемпионата Европы) выступить не довелось, сыграл за молодёжную сборную в январских матчах Кубка Содружества 1994.

## Достижения
- Бронзовый призёр летней Универсиады 1995 года[2].
- Полуфиналист Кубка Интертото: 1997.
- Лучший тренер зоны «Запад» Второго дивизиона: 2008[21].